# Farandole

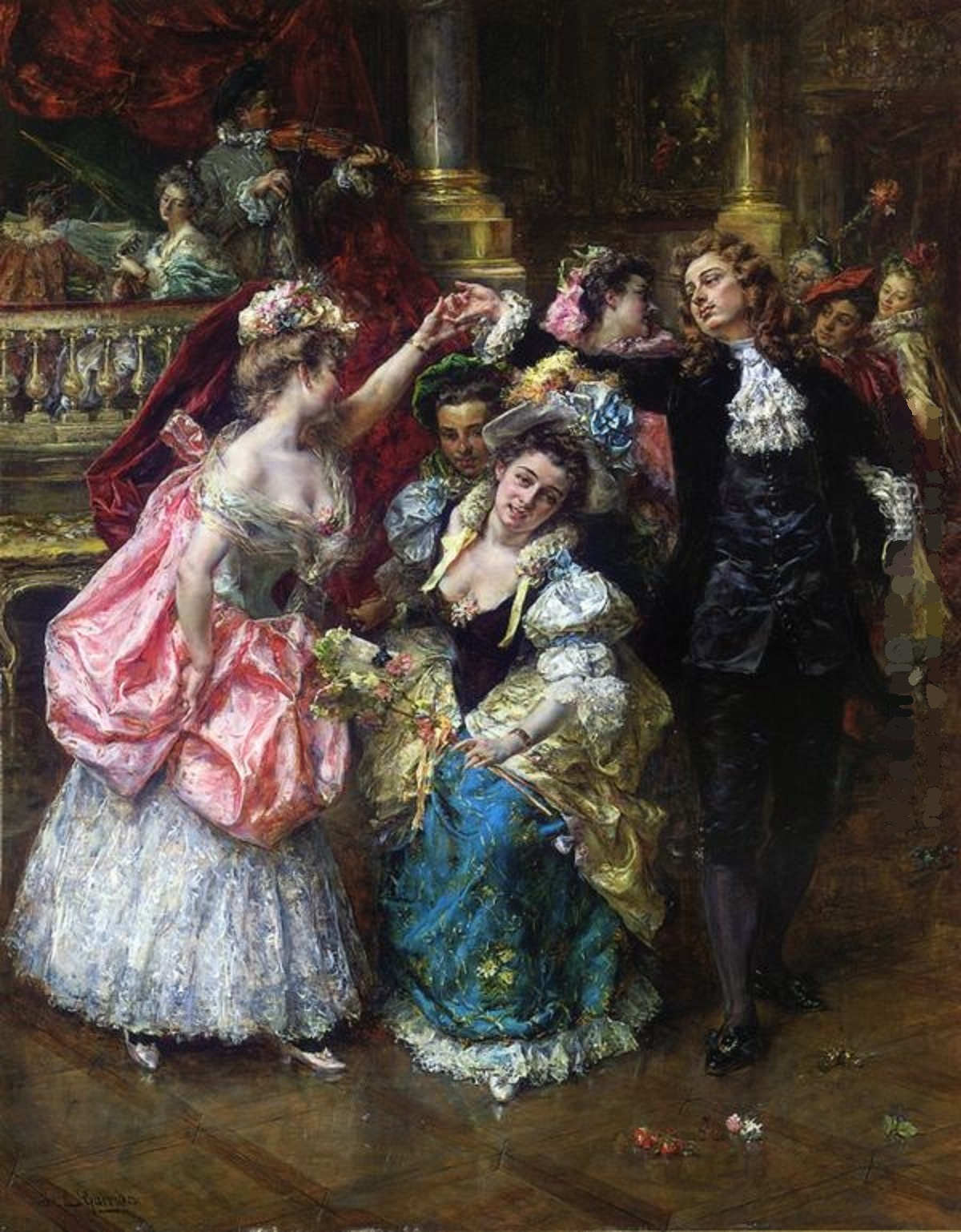
Schilderij Farandola del ballet de la ópera de Marsella

De farandole is een Provençaalse reidans in een matig tempo en zes achtste maat, waarbij de leider gevolgd wordt door een lange, slingerende rij dansers. De dans vertoont overeenkomsten met de gavotte, de jig, en de tarantella.
De oorsprong van de dans en van de naam "farandole" is vaag. De term "farandoule" komt voor het eerst voor in het Frans in 1776 en zou afgeleid zijn van het Occitaanse farandoulo.
Omwille van de Provençaalse sfeer komt de muziek van de farandole voor in een aantal klassieke werken, onder andere in:
- het tweede bedrijf van de opera Mireille van Charles Gounod (1864)
- de tweede L'Arlésienne-suite van Georges Bizet (1872)
- het ballet "Doornroosje" van Pjotr Iljitsj Tsjaikovski (1890)
- de opera "Les Barbares" van Camille Saint-Saëns (1901)